# Sylvan Goldman
Sylvan Nathan Goldman (15 de noviembre de 1898 - 25 de noviembre de 1984) fue un hombre de negocios estadounidense e inventor del primer carrito de la compra. El aparato fue introducido el 4 de junio de 1937, en el supermercado "Humpty Dumpty", de su propiedad, en Oklahoma City. Fue diseñado junto con el mecánico Fred Young, basándose en una silla plegable de madera.